# Carey Fraser
Carey Fraser, contessa di Peterborough e Monmouth (1658 – 13 maggio 1709), è stata una nobildonna inglese.

## Biografia
Era la figlia di Sir Alexander Fraser, I baronetto, di Durris nella Contea di Kincardine (1607-1681), medico di Carlo II, e di sua moglie Mary Carey, figlia di Sir Ferdinando Carey.
Era una damigella d'onore di Caterina di Braganza (1674-1680).

## Matrimonio
Nel 1678 sposò Charles Mordaunt, II visconte Mordaunt (1658-1735), poi conte di Peterborough e conte di Monmouth. Il matrimonio è stato, tuttavia, tenuto segreto fino al maggio 1680. Ebbero tre figli:
- Henry Mordaunt (1679-27 febbraio 1710)[3];
- John Mordaunt, visconte Mordaunt (1681-6 aprile 1710), sposò Lady Frances Paulett, ebbero due figli;
- Lady Henrietta Mordaunt (1688-11 ottobre 1760), sposò Alexander Gordon, II duca di Gordon, ebbero sei figli.

## Ascendenza
|                       |              |                               | Genitori            |  |  | Nonni |  |  | Bisnonni      |  |  | Trisnonni        |  |
|                       |              |                               |                     |  |  |       |  |  | Thomas Fraser |  |  | Alexander Fraser |  |
|                       |              |                               |                     |  |  |       |  |  | Thomas Fraser |  |  | Alexander Fraser |  |
|                       |              | …                             |                     |  |  |       |  |  | Thomas Fraser |  |  |                  |  |
| Adam Fraser           |              |                               |                     |  |  |       |  |  | Thomas Fraser |  |  |                  |  |
|                       |              | Helen Gordon                  | James Gordon        |  |  |       |  |  |               |  |  |                  |  |
|                       |              | Helen Gordon                  | James Gordon        |  |  |       |  |  |               |  |  |                  |  |
|                       |              | Helen Gordon                  | Janet Leith         |  |  |       |  |  |               |  |  |                  |  |
| Alexander Fraser      |              | Helen Gordon                  |                     |  |  |       |  |  |               |  |  |                  |  |
|                       |              | Alexander Duff                | Alexander Duff      |  |  |       |  |  |               |  |  |                  |  |
|                       |              | Alexander Duff                | Alexander Duff      |  |  |       |  |  |               |  |  |                  |  |
|                       |              | Alexander Duff                | Barbara Rowane      |  |  |       |  |  |               |  |  |                  |  |
| Margaret Duff         |              | Alexander Duff                |                     |  |  |       |  |  |               |  |  |                  |  |
|                       |              | Margaret Irvine               | …                   |  |  |       |  |  |               |  |  |                  |  |
|                       |              | Margaret Irvine               | …                   |  |  |       |  |  |               |  |  |                  |  |
|                       |              | Margaret Irvine               | …                   |  |  |       |  |  |               |  |  |                  |  |
| Carey Fraser          |              | Margaret Irvine               |                     |  |  |       |  |  |               |  |  |                  |  |
|                       | Edmund Carey | Henry Carey, I barone Hunsdon |                     |  |  |       |  |  |               |  |  |                  |  |
|                       | Edmund Carey | Henry Carey, I barone Hunsdon |                     |  |  |       |  |  |               |  |  |                  |  |
|                       | Edmund Carey | Anne Morgan                   |                     |  |  |       |  |  |               |  |  |                  |  |
| Ferdinand Carey       | Edmund Carey |                               |                     |  |  |       |  |  |               |  |  |                  |  |
|                       |              | Mary Cocker                   | Christopher Cocker  |  |  |       |  |  |               |  |  |                  |  |
|                       |              | Mary Cocker                   | Christopher Cocker  |  |  |       |  |  |               |  |  |                  |  |
|                       |              | Mary Cocker                   | Anne le Strange     |  |  |       |  |  |               |  |  |                  |  |
| Mary Carey            |              | Mary Cocker                   |                     |  |  |       |  |  |               |  |  |                  |  |
|                       |              | John Throckmorton             | George Throckmorton |  |  |       |  |  |               |  |  |                  |  |
|                       |              | John Throckmorton             | George Throckmorton |  |  |       |  |  |               |  |  |                  |  |
|                       |              | John Throckmorton             | Mary Brydges        |  |  |       |  |  |               |  |  |                  |  |
| Philippa Throckmorton |              | John Throckmorton             |                     |  |  |       |  |  |               |  |  |                  |  |
|                       |              | Dorothy Saunders              | Edmund Saunders     |  |  |       |  |  |               |  |  |                  |  |
|                       |              | Dorothy Saunders              | Edmund Saunders     |  |  |       |  |  |               |  |  |                  |  |
|                       |              | Dorothy Saunders              | Philippa Gage       |  |  |       |  |  |               |  |  |                  |  |
|                       |              | Dorothy Saunders              |                     |  |  |       |  |  |               |  |  |                  |  |